# Молино дел Конте (Павија)
Молино дел Конте је насеље у Италији у округу Павија, региону Ломбардија.
Према процени из 2011. у насељу је живело 61 становника. Насеље се налази на надморској висини од 281 м.